# 香田メイ
香田 メイ（こうだ めい、2002年〈平成14年〉5月5日)は、日本の女優、女性アイドル。アイドルグループGenesis Girlのメンバーであり、OS☆Uの元メンバー。愛知県出身。エックスホールディングス所属。愛称は「メイちゃん」。

## 略歴
2014年
- 8月24日、「OS☆U」の5期生としてZepp Nagoyaでデビュー。

2019年
- 10月5日、『This is OS☆U LIVE vol.38』にてOS☆U内の派生ユニット「創世記少女-Genesis Girl-」としてデビュー[3]。

2021年
- 9月11日、同年6〜7月にかけて行われた『第1回 OS☆Uセンター投票総選挙』にて1位となる[4]。以後卒業までセンターを務める。

2023年
- 4月2日、『大須春まつり 第11回大須無茶売祭』で、同年9月2日をもってOS☆Uを卒業することを発表。卒業後は活動拠点を東京に移し、女優業と兼任している「創世記少女-Genesis Girl-」に専念することを伝えた[5]。
- 9月2日、『香田メイ卒業ライブ～The Show Must Go On～』をもって、OS☆Uを卒業[6]。
- 10月1日、創世記少女-Genesis Girl-として EMPATHY5とのツーマンライブ『BABEL』にて東京デビュー[7]。

## 人物
- 二次元オタクで、主にアニメをみることと漫画を集めることが好き。

## 出演
Genesis Girlとしての出演はこちらを参照

### ドラマ
- 名古屋行き最終列車2022 第1話（2022年1月17日、名古屋テレビ）[8]
- アイドルだった俺が、配達員になった。 第6話 - 第8話（2023年8月6日 - 8月20日、BSフジ） - 高坂みき 役[9]

### ラジオ
- J-BREAK（2021年10月28日、ZIP-FM）

### ショートムービー
- エモいショートムービー「2年1組の夏」（2023年12月29日より配信、YouTube） - アイカ 役
- エモいショートムービー「2年1組の冬」（2024年1月26日より配信、YouTube） - アイカ 役
- エモいショートムービー「線香花火が落ちるころ」（2024年7月12日より配信、YouTube） - 吉川ひかり 役
- エモいショートムービー「十六夜の月」（2024年9月6日より配信、YouTube） - 吉川ひかり 役
- エモいショートムービー「放課後片思い」（2024年11月1日より配信、YouTube） -  役

### アニメ
- 八十亀ちゃんかんさつにっき 2さつめ 第3話（2020年1月19日、テレビ愛知） - おことわり[10]

### 舞台
- チェンジング♪ホテルNAGOYA（2016年6月8日 - 6月13日、名古屋うりんこ劇場）- 和田昇 役
- レッド ホット キッチン（2018年6月6日 - 6月11日、名古屋うりんこ劇場）- 岡野小珠 役[11]
- モデルズドリーム2022（2022年11月5日 - 11月6日、デザインホール）- 西田まり 役[12]
- うみねこのなく頃に〜Stage of the golden Witch〜シリーズ
  - Episode3（2024年2月22日 - 2月25日、こくみん共済coopホール）- Butterfly… 役・右代宮縁寿 役[13]
  - Episode4（2024年9月6日 - 9月9日、こくみん共済coopホール) - 右代宮縁寿 役[14]
  - Episode5（2025年2月20日 - 2月24日、こくみん共済coopホール） - 声の出演[15]
- シロツメクサ（2024年10月31日 - 11月4日、コフレリオ新宿シアター）- 清水あいか 役[16]
- 短編集:ママがサンタにキス・マイ・アス（2024年12月4日 - 12月8日、ステージカフェ下北沢亭)
- 進戯団 夢命クラシックス#28 20周年記念公演「Since Memory Chronicles」(2024年12月15日、シアターサンモール) - 日替わりゲスト

### ミュージックビデオ
- Cool-X「春歌」（2020年3月18日リリースの『バーニング!! ～Dance with Me～/春歌』収録曲）

### イメージキャラクター
- 八十亀ちゃんかんさつにきっき 4さつめ 公式PRアンバサダー（2022年3月 - 6月）